# Метод статического вдавливания
Метод статического вдавливания — это технология, при которой элементы заводской готовности (сваи, трубы, шпунты) погружают в грунт с помощью сваевдавливающих установок (до тяжёлых свай больших сечений 350×350 мм и 400×400 мм). Установки развивают усилие вдавливания до 35 т и могут погрузить за смену 15 свай длиной до 6 м. При этом точность погружения сваи обеспечивается направляющими лидирующими скважинами с глубиной меньше проектной отметки до 0,5—1,0 м, которые устраиваются заранее с помощью буровых станков При этом исключаются динамические и вибрационные воздействия.

## История
Используется в Санкт-Петербурге с начала 1970-х годов, в виде стационарной платформы, а с середины 1980-х в виде самоходных установок в УСВ-120М, УСВ-160 с усилием вдавливания до 160 тон-сила.

## Технология вдавливания железобетонных свай, шпунтов и труб

### Подготовительный этап
Перед началом производства работ выполняется подготовка строительной площадки. В большинстве случаев достаточно выполнить черновое выравнивание, так как свае вдавливающие установки работают на уклонах и погружают сваи до проектной отметки на глубину до 10 м прямо с дневной отметки поверхности грунта. В случае необходимости устраивается котлован, размеры которого больше размера здания на технологическую ширину (1—3 м), необходимую для погружения угловых свай и крайних свай, располагающихся возле бровки котлована.
Кроме того, в подготовительном периоде выполняются работы по пробному погружению свай и по статическим испытаниям пробных свай, на основе которых подтверждаются или корректируются проектные решения о количестве, длине и сечении применяемых свай, необходимости и глубине производства лидерного бурения. Сваевдавливающие установки позволяют легко выполнить статические испытания за счёт своей точности погружения и наличия в кабине оператора СВУ приборов для контроля усилия вдавливания по всей длине погружаемого элемента. Кроме того, согласно требованиям СП 24.13330.2011, коэффициент надёжности при статических испытаниях на 16 % меньше, чем при динамических.

### Производственный этап
Технологический цикл вдавливания свай включает следующие операции: установка СВУ на точку вдавливания; загрузка СВУ тарированными грузами; строповка, подъём и загрузка погружаемых элементов в гидравлические зажимы вдавливающего устройства (кондуктора) СВУ с помощью встроенного крана-манипулятора; выравнивание установки гидроцилиндрами и центрирование сваи; вдавливание; переезд СВУ на отметку проектного положения следующей сваи. Сам процесс погружения свай и шпунтов выполняется сваевдавливающей машиной путём использованием двух или четырёх вращающихся зажимов стола, передающих вертикальную вдавливающую нагрузку на тело сваи, без её повреждения.
При работе сваевдавливающей установки усилие вдавливания контролируется оператором машины в диапазоне от 0 до 320 тонн. Кроме того, за счёт применения тарированных при грузов возможно увеличить или снизить общий вес установки до требуемого проектной документацией значения расчётной нагрузки на сваю.
Давление в системе при погружении свай непрерывно контролируется машинистом установки с помощью поверенного прибора (манометра), установленного непосредственно в кабине оператора. Данная система позволяет использовать такие преимущества технологии вдавливания, как:
- возможность погружения свай строго до заданной проектом величины отказа;
- недопущение разрушения сваи по материалу, что часто происходит при забивке свай;
- своевременное информирование и оперативное реагирование в случае попадания свай на линзы слабого грунта, что при производстве свай по другим технологиям выявляется только при выполнении контрольных испытаний свай по окончании производства работ и приводит к существенному удорожанию стоимости строительства.

За счёт использования в гидравлическом устройстве кондуктора сменных зажимов сваевдавливающие установки погружают сваи следующих сечений: 300х300 мм, 350х350 мм и 400×400 мм, а также сваи и трубы круглого сечения диаметром от 200 до 550 мм.
В настоящее время имеются следующие эффективные конструкции свай, применение которых возможно только методом вдавливания:
- чрезвычайно экономичные сваи без поперечного армирования, разработанные в 1960 годах и долго не применявшиеся из-за высокого процента разрушения стволов при забивке;
- сваи пирамидальные с небольшим (до 4 %) продольным уклоном граней, которые в ряде грунтовых условий обладают повышенной несущей способностью за счёт возникающего распора;
- сваи с переменным сечением по длине, которые особенно эффективны в грунтовых условиях второго типа по просадочности, а также в составе больших групп;
- сборные железобетонные составные сваи с безметалльным стыком, которые на 10 % экономичнее традиционных;
- комбинированные сваи с телескопическим строением ствола, позволяющие получать несущую способность в два-три раза более усилия вдавливания за счёт их устройства по методу «top-down»;
- сваи без острия, с минимальным продольным армированием, изготовленные безопалубочным методом из тяжёлого бетона, которые на 25 % более экономичны, чем изготовленные традиционными методами.

Кроме того, СВУ, самостоятельно передвигаются по строительной площадке на полозьях («лапах») и выполняют работы с использованием встроенного крана-манипулятора, что позволяет достичь рекордной скорости погружения — до 60 железобетонных свай в смену. Очевидно, что технология погружения свай методом вдавливания является безусловным лидером в свайном фундаментостроении по качеству, надёжности и скорости производства работ.

## Применяемые машины и механизмы
Для производства работ по технологии статического вдавливания свай применяются самоходные гидростатические копры, являющиеся функционально-законченными устройством вдавливания свай высокой степени готовности к работе. Машины успешно работают во всех климатических зонах в любое время года. СВУ состоит из основной рамы, на которой монтируются установка перемещения, кран-манипулятор и свае вдавливающая установки, грузовой рамы для навешивания пригрузов. Фактически это три установки, объединённые в одну машину — шагающее шасси, кран-манипулятор и свае вдавливающая установка, эта одна машина выполняет функции трёх.
1. СВУ, использующая гидравлический (гидростатический) принцип работы, создаёт усилие на погружаемый элемент до 320 тонн. СВУ имеет универсальную свайную коробку-зажим для круглых, квадратных и призматических свай, а также балочного профиля. Сечение готовых погружаемых элементов — от 200 до 550 мм. Кроме того, сваевдавливающая установка позволяет вдавливать сваи боковым зажимом с усилием до 75 % от силы вдавливания центрального зажима. Длина погружаемых элементов ограничена только грунтовыми условиями. С помощью использования инвентарного додавливателя сваевдавливающая установка погружает сваи ниже дневной отметки грунта, что даёт возможность существенно снизить расходы по разработке, вывозу и утилизации грунта, и как следствие — по его обратной засыпке. Кроме того, без разработки котлована свае вдавливающие установки успешно работают в условиях, когда высокий уровень грунтовых вод или слабое основание не позволяют спустить крупногабаритную тяжеловесную технику в котлован.
2. Ходовая часть сваевдавливающей установки устроена по принципу шагающего шасси и позволяет работать тяжёлой машине в условиях минимально подготовленных площадок с уклонами до 15° и неровностями планировочных отметок до 1 метра. При этом давление на грунт машины общим весом 200 тонн за счёт больших опорных лап меньше, чем у человека! Шасси СВУ обладает высокой манёвренностью и скоростью передвижения, при производстве работ на уклонах машина выравнивается гидроцилиндрами непосредственно перед вдавливанием сваи.
3. Мощный кран-манипулятор, рассчитанный на все типы свай, смонтирован непосредственно на основной раме СВУ. Это позволяет сваевдавливающей установке выполнять сразу две операции по одновременной подаче следующей сваи с погружением предыдущей. Таким образом вдвое сокращается время погружения одной сваи с одновременным пропорциональным увеличением производительности работ по погружению. Кроме того, грузовые характеристики позволяют выполнять подъём сваи сечением 400×400 мм на полном вылете (5 тонн на 12-ти метрах!). Такие грузовысотные характеристики кран-манипулятора делают возможным погружение практически всех возможных типовых элементов свай.

СВУ перевозится на строительную площадку в разобранном виде. Далее машина собирается в течение одной рабочей смены в начале работы и разбирается только по её окончании. Подготовка строительной площадки для СВУ заключается в черновом выравнивании площадки и разметке точек установки свай. В процессе вдавливания осуществляется непрерывный контроль нагрузки при погружении свай, что зачастую исключает последующее статическое испытание свай.
СВУ сертифицированы по ГОСТ-Р и полностью соответствуют особенностям круглогодичной эксплуатации в России.

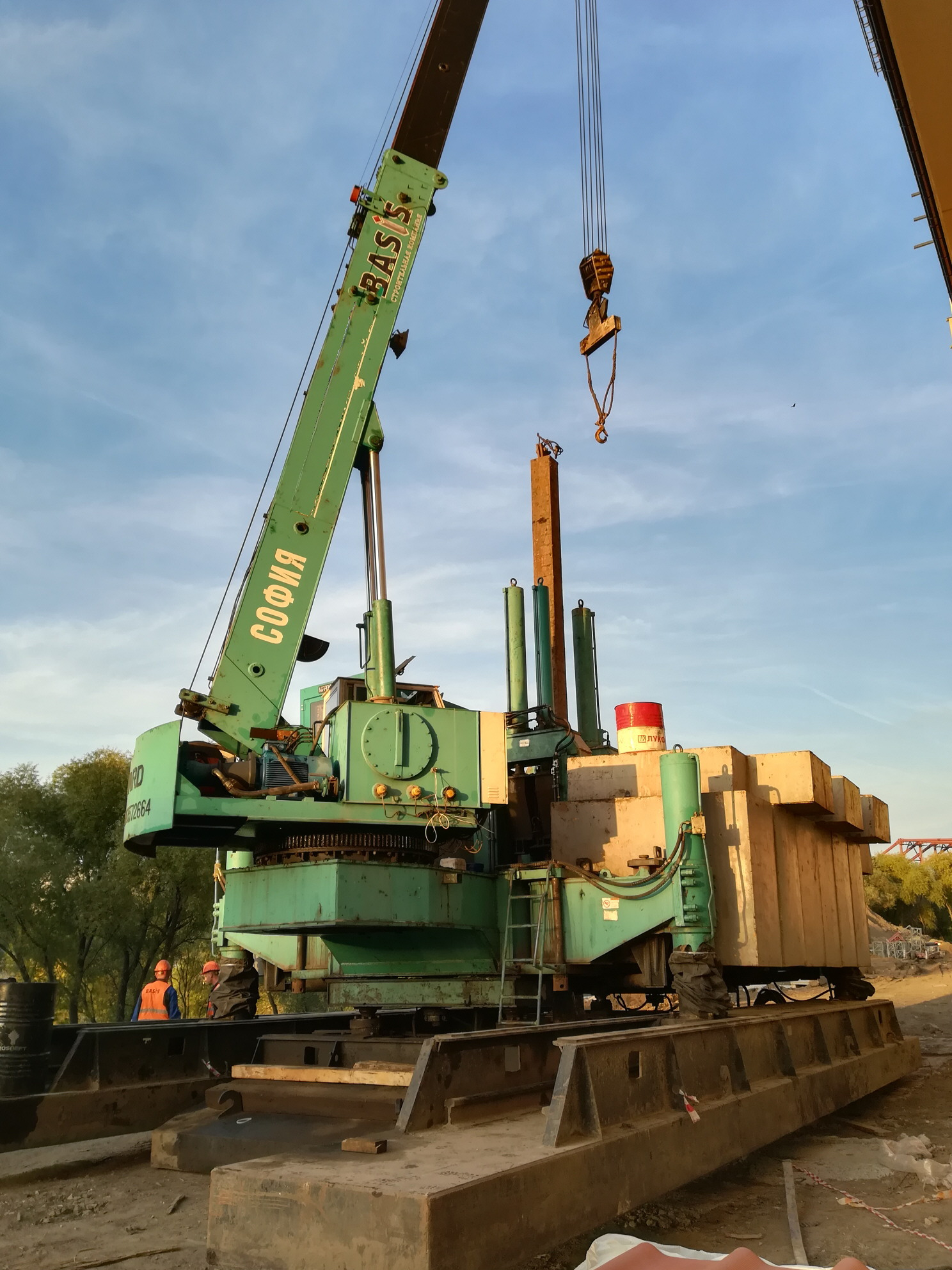
Погружение свай установкой Sunward ZYJ-320

## Достоинства метода вдавливания
Основные:
- Считается наиболее щадящей технологией устройства свай заводской готовности (если сравнивать забивку свай и вибропогружение) за счёт незначительных значений уровня ускорения колебаний что приводит к гарантированному заводскому качеству изготовления свай.
- Данным методом возможно оценить несущую способность сваи по конечному усилия вдавливания
- возможность проведения работ в условиях плотной застройки

### по сравнению с ударными методами (забивкой свай)
- экономия времени в 2—3 раза за счёт высокой скорости производства работ — одна установка погружает от 12 км свай больших сечений в месяц в самые тяжёлые грунты (на практике 20—30 свай за смену, столько же, сколько и обычная сваебойная установка, скорость сильно зависит от организации работ, наличия дополнительной техники, складирования, подвоза свай и прочее);
- экономия минимум 20 %[источник не указан 1221 день] средств вследствие отказа от лидерного бурения (справедливо только при наличие лидерного бурения, что применяется не часто);
- экономия минимум 25 %[источник не указан 1221 день] средств на земляных работах — для работы свае вдавливающей установки не требуется предварительная разработка грунтов и выравнивание площадки. Техника успешно работает на уклонах до 15° и вдавливает сваи до проектной отметки прямо с дневной поверхности грунта (справедливо только для отдельных видов СВУ, как правило требуется черновое выравнивание поверхности, о чём неоднократно сказано выше);
- экономия минимум 30 %[источник не указан 1221 день] средств за счёт применения меньшего объёма свай больших сечений (400 х 400 мм), при этом сваи имеют минимальное армирование (справедливо в случае специального заказа свай без поперечного армирования, поскольку серийно выпускаются только стандартные сваи с полным армированием, рассчитанные на забивку);
- экономия минимум 50 %[источник не указан 1221 день] средств на энергозатраты;
- экономия 50 %[источник не указан 1221 день] средств за счёт снижения объёма дорогостоящих полевых испытаний свай и грунтов, так как применяемая технология даёт возможность проводить замер усилия вдавливания каждой погружаемой сваи (как правило испытываются только 1—2 % погруженных свай, кроме того, официальное заключение об испытаниях может предоставить только специализированная организация, имеющая соответствующую аккредитацию, а не любой владелец СВУ);
- повышение на 10—12 %[источник не указан 1221 день] несущей способности свайного поля при одинаковых геометрических показателях погружаемых элементов (за счёт уплотнения грунта при погружении свай) (впрочем, уплотнение грунта в полной мере происходит и при забивке свай обычной сваебойной установкой);
- высокая надёжность свайных оснований из-за отсутствия неконтролируемых микротрещин в теле свай и отсутствия разрушений оголовков, неизбежно возникающих в процессе их забивки (однако, оголовки свай, входящие в тело ростверка, обычно и так срубаются с оголением арматуры, поэтому сохранность бетона не требуется);
- бесшумная работа свае вдавливающей установки и отсутствие динамических воздействий на окружающие здания (безусловное, это является важнейшим, качественным преимуществом СВУ по сравнению со сваебойными установками).
- точно так же как забивные сваи, набивные сваи также считаются «испытанными» на несущую способность из-за метода их установки; таким образом, девиз Ассоциации подрядчиков по забиванию свай: «Забивная свая … это испытанная свая!»[3]

### по сравнению с буронабивными технологиями
- экономия времени в 3—5 раз за счёт высокой скорости производства работ;
- экономия средств за счёт снижения объёмов работ вследствие повышения на 10—25 % несущей способности свайного поля при одинаковых геометрических показателях погружаемых и набивных элементов свайного поля;
- экономия средств на общих объёмах работ за счёт повышения на 20 % надёжности свайного поля вследствие использования готовых инвентарных погружаемых элементов (свай и шпунтов);
- экономия минимум 60 % средств на энергозатраты;
- экономия 80 % средств за счёт снижения объёма дорогостоящих полевых испытаний свай и грунтов, так как применяемая технология вдавливания даёт возможность проводить замер усилия вдавливания каждой погружаемой сваи на каждом метре;
- экономия времени вследствие ведения строительства поточным методом, так как заводские сваи непосредственно после погружения включаются в работу ростверков, а буронабивные в течение 28 суток должны набирать прочность;
- общее снижение стоимости метра погружаемой сваи — до 200 %;
- высокая и предсказуемая надёжность свайного основания (за счёт контроля усилия погружения каждой сваи при производстве работ).
- кроме того сваи, погружаемые методом статического вдавливания за счёт образующейся зоны уплотнения вокруг сваи при расчёте несущей способности по боковой поверхности, дают экономию 42—50 % по сравнению с буронабивными.

## Недостатки технологии
- для перевозки СВУ требуется больше автомобильной и негабаритной техники, чем у сваебойных копров или буровых агрегатов, что увеличивает стоимость перевозки (общая масса СВУ в сборе, очевидно, должна превышать её усилие погружения (200—350 тс) и может достигать 400 тонн — это соответствует полной загрузке 4—5 железнодорожных вагонов или 10—15 полностью груженных фур по 24 т);

## Область применения метода вдавливания свай
В городах
- вблизи существующих сооружений, в условиях плотной застройки;
- в исторических городских центрах;
- вблизи аварийных и ветхих сооружений;
- при строительстве новых жилых микрорайонов вблизи жилых;
- в оползневых зонах и на уклонах;
- под крупные ТРЦ и высотные здания;
- под дорожные развязки и подземные паркинги;
- в курортных зонах и зонах отдыха;
- в зонах подработки и прочих местах, в которых запрещается погружать сваи ударными методами.

На промышленных площадках
- в тяжёлые грунты, а также при наличии агрессивных подземных вод (что является спорным вопросом);
- при устройстве оснований из составных свай больших сечений;
- на территориях рудников, шахтных стволов, вблизи действующих скважин;
- при реконструкции действующих предприятий;
- при устройстве и реконструкции транспортёров и конвейерных лент;
- под тяжёлые станки, печи, крановые пути.

И во многих других случаях вдавливающие технологии остаются вне конкуренции, так как при работе техники отсутствуют ударные динамические нагрузки, которые негативно влияют на соседние здания, действующие объекты, скважины или подземные выработки. Нормами предусматриваются специальные инструкции на производственные работы по усилению фундаментов различных зданий и сооружений с применением очень длинных многосекционных свай, применяемых обычно при реконструкции или усилении существующих конструкций.

### Нормативная литература
Инструкции
- ВСН 16-84 Инструкция по усилению фундаментов аварийных и реконструируемых зданий многосекционными сваями. — Минпромстрой СССР, 1984.

ТТК
- ТТК Погружение заводских свай способом вдавливания.
- ТТК Погружение железобетонных свай вдавливанием статической нагрузкой.
- ТТК Погружение свай невибрационным способом (метод вдавливания).

### Техническая литература
- Приложение 60. Погружение свай вдавливанием // Пособие по производству работ при устройстве оснований и фундаментов (к СНиП 3.02.01-83). — С. 548.
- Лебедев В. М. Статическое и вибрационное вдавливание свай // Основы производства в строительстве / Рецензенты: Г. М. Горшколепов, В. А. Клавкин. — Уч. пособие; ил., табл. — Москва, Вологда: Инфра-Инженерия, 2021. — С. 81—82. — 248 с. — ISBN 978-5-9729-0729-8.